# Olaf Scheveland Jensen
Olaf Scheveland Jensen, född den 22 februari 1847 i Drammen, död den 14 september 1887 i Kristiania, var en norsk naturforskare, bror till Gustav Jensen.
Jensen var 1872–1882 konservator vid Bergens museum, sedan 1885 universitetsstipendiat, studerade mollusker och igelarter och utgav bland annat det prisbelönta arbetet Turbellaria ad litora Norvegiæ occidentalia (1878), Die Structur der Samenfäden (1879) och Undersøgelser over sædlegemerne hos pattedyr, fugle og amphibier (1887).